# Азиляно Венето
Азиля̀но Вѐнето (на италиански: Asigliano Veneto; на венециански: Asejan, Асеян) е село и община в Северна Италия, провинция Виченца, регион Венето. Разположено е на 22 m надморска височина. Населението на общината е 848 души (към 2015 г.).